# Episodi de La vita secondo Jim (settima stagione)
La settima stagione della serie televisiva La vita secondo Jim (According to Jim) è composta da 18 episodi, trasmessi in prima visione negli Stati Uniti d'America da ABC dal 1º gennaio al 27 maggio 2008.
In Italia viene trasmessa in prima visione assoluta dal 7 maggio al 29 ottobre 2008, ma non è chiaro su quale canale. Secondo Il mondo dei doppiatori infatti la stagione è stata trasmessa per la prima volta su Fox , mentre secondo Movietele è stata trasmessa per la prima volta su Italia 1.
| nº | Titolo originale                | Titolo italiano                    | Prima TV USA     | Prima TV Italia |
| -- | ------------------------------- | ---------------------------------- | ---------------- | --------------- |
| 1  | Jim Almighty                    | Jim l'onnipotente                  | 1º gennaio 2008  | 7 maggio 2008   |
| 2  | The Hot Wife                    | La sexy moglie                     | 1º gennaio 2008  | 7 maggio 2008   |
| 3  | Safety Last                     | Questione di sicurezza             | 8 gennaio 2008   | 14 maggio 2008  |
| 4  | The Perfect Fight               | Il litigio perfetto                | 15 gennaio 2008  | 14 maggio 2008  |
| 5  | Cheryl Goes to Florida          | Cheryl va in Florida               | 22 gennaio 2008  | 21 maggio 2008  |
| 6  | Ruby's First Date               | Il primo appuntamento di Ruby      | 29 gennaio 2008  | 21 maggio 2008  |
| 7  | Period Peace                    | Problemi di donna                  | 12 febbraio 2008 | 28 maggio 2008  |
| 8  | The Rendezvous                  | Amore interrotto                   | 19 febbraio 2008 | 28 maggio 2008  |
| 9  | Goodwill Hunting                | Caccia alla beneficenza            | 26 febbraio 2008 | 4 giugno 2008   |
| 10 | All Dolled Up                   | La festa perfetta                  | 4 marzo 2008     | 4 giugno 2008   |
| 11 | Pregnancy Brain                 | Amnesia da gravidanza              | 11 marzo 2008    | 8 ottobre 2008  |
| 12 | The Gift Certificate            | Jim lo spilorcio                   | 15 aprile 2008   | 8 ottobre 2008  |
| 13 | I Drink Your Milkshake          | Risolviamola in tribunale          | 22 aprile 2008   | 15 ottobre 2008 |
| 14 | The Chaperone                   | L'accompagnatore                   | 29 aprile 2008   | 15 ottobre 2008 |
| 15 | The Six-Week Curse              | La maledizione delle sei settimane | 13 maggio 2008   | 22 ottobre 2008 |
| 16 | The Cheater                     | L'imbrogliona                      | 13 maggio 2008   | 22 ottobre 2008 |
| 17 | No Bedrest for the Wicked       | Cheryl resta a letto               | 27 maggio 2008   | 29 ottobre 2008 |
| 18 | The Devil Went Down to Oak Park | Il patto con il Diavolo            | 27 maggio 2008   | 29 ottobre 2008 |

## Jim l'onnipotente
- Titolo originale: Jim Almighty
- Diretto da: Leonard R. Garner Jr.
- Scritto da: John D. Beck e Ron Hart

### Trama
Jim è sgomento nell'apprendere che Cheryl si è unita a un club per cene. Quando borbotta che gli piacerebbe incontrare l'idiota che ha inventato le donne, Dio appare all'improvviso per difendersi. Se Jim pensa di poter fare un lavoro migliore, può provare. Ma il nuovo potere di Jim gli si ritorce contro quando Cheryl e Dana diventano versioni più grossolane di se stesso. Così, quando Andy chiede a Dio di rendere gli uomini più simili alle donne, Jim e Andy si trasformano in uomini effeminati eccessivamente sensibili.
- Guest star: Lee Majors (Dio), Charlie Hartsock (Charlie), Maribeth Monroe (Mary Beth)

## La sexy moglie
- Titolo originale: The Hot Wife
- Diretto da: Leonard R. Garner Jr.
- Scritto da: David Feeney

### Trama
Cheryl cerca di sedurre senza successo un maitre per ottenere una prenotazione in un nuovo ristorante alla moda. L'insuccesso la rattrista e inizia a temere che la sua bellezza sia svanita. Allora Jim escogita un piano per rallegrare sua moglie, iniziando a scrivere apprezzamenti a Cheryl e firmandosi come Brad, il bel ragazzo delle consegne dell'acqua. Quando Cheryl legge gli apprezzamenti torna allegra e solare come sempre, ma mentre le cose iniziano a scaldarsi tra lei e Jim, l'uomo si chiede se sua moglie stia davvero pensando a lui o a Brad.
- Guest star: Adam Ray (Brad), Marc Worden (maitre), Meredith Giangrande (Mary)

## Questione di sicurezza
- Titolo originale: Safety Last
- Diretto da: Leonard R. Garner Jr.
- Scritto da: Judd Pillot e John Peaslee

### Trama
Quando Cheryl si interessa maggiormente alla sicurezza e alla salute generale, Jim si sente soffocato dalle sue nuove regole. Cheryl dice a Jim di indossare una targhetta identificativa quando va a correre la mattina, ma lui non vuole. Quando ha un incidente durante la corsa, viene portato in ospedale senza documento d'identità. Jim si rende conto che deve prendere precauzioni per la sua famiglia, mentre Cheryl scopre che non si possono prevedere tutti i pericoli là fuori.
- Guest star: Bruce Jarchow (agente Zavranski), Catherine Worth (infermiera), Madison Dirks (jogger)

## Il litigio perfetto
- Titolo originale: The Perfect Fight
- Diretto da: Steve Zuckerman
- Scritto da: Warren Bell e Christopher J. Nowak

### Trama
Cheryl e Jim trascorrono una serata a casa senza i bambini e decidono di restare a casa e mangiare solo dolci per cena. Ma la scelta dei pasticcini di Jim provoca un battibecco che si trasforma in un litigio furioso. Il giorno dopo ridono della discussione della notte scorsa; Jim è entusiasta del fatto che non sembrino dover parlare delle cose. Ma poi Andy, che è in cerca di vendetta su Jim per aver convinto i suoi figli a fargli scherzi, consiglia a Cheryl di sezionare e analizzare davvero le sue discussioni coniugali.

## Cheryl va in Florida
- Titolo originale: Cheryl Goes to Florida
- Diretto da: Steve Zuckerman
- Scritto da: Sung Suh

### Trama
Jim fatica a prendersi cura dei suoi tre figli e della casa mentre Cheryl è fuori città a prendersi cura di sua madre, ma per fortuna un'altra mamma del vicinato ha pietà di lui e si offre volontaria per aiutarlo con la gestione della casa e dei bambini. Poco dopo, altre mamme comprensive si offrono di aiutare Jim, anche se Jim lascia che ognuna di loro pensi di essere l'unica collaboratrice domestica.
- Guest star: Mary Gross (Lisa), Meagen Fay (Susan), Maribeth Monroe (Mary Beth)

## Il primo appuntamento di Ruby
- Titolo originale: Ruby's First Date
- Diretto da: Kimberly Williams-Paisley
- Scritto da: Sylvia Green

### Trama
Dopo che Cheryl ha lasciato la città per prendersi cura di sua madre, Jim si rende conto che non può essere sia madre che padre per i suoi figli, quindi quando Ruby cerca di far parlare una ragazza con suo padre, assegna il "potere della mamma" a zia Dana. Ma quando Dana dà a Ruby il permesso di uscire con un ragazzo più grande, un Jim sconvolto non può stare a guardare, e lui, Dana e Andy finiscono per seguire Ruby al suo primo appuntamento al centro commerciale.
- Guest star: Tom Maden (Sammy), Quinn Buniel (ragazzo adolescente n°1)

## Problemi di donna
- Titolo originale: Period Peace
- Diretto da: Leonard R. Garner Jr.
- Scritto da: Mike Murphy e John Schwab

### Trama
I continui litigi tra Gracie e Ruby costringono Jim a leggere i loro diari per arrivare alla causa dei litigi. Viene a sapere che Gracie ha avuto il ciclo per la prima volta e Ruby è invidiosa di Gracie per questo.
- Guest star: Matthew Craig (Lynn)

## Amore interrotto
- Titolo originale: The Rendezvous
- Diretto da: Jim Belushi
- Scritto da: John D. Beck e Ron Hart

### Trama
Jim e Cheryl pianificano di essere intimi quando lei torna da una visita, ma i bambini richiedono tutta la sua attenzione. Nel disperato tentativo di trascorrere momenti romantici da soli insieme, Jim ha in programma di incontrare Cheryl per un appuntamento romantico nella sala dell'aeroporto, ma un detective lo scambia per qualcun altro e lo arresta in bagno per condotta oscena.
- Guest star: Ian Gomez (detective), Molly Erdman (assistente di volo), Taras Los (tizio addormentato), Charlie Hartsock (pilota)

## Caccia alla beneficenza
- Titolo originale: Goodwill Hunting
- Diretto da: Steve Zuckerman
- Scritto da: Jimmy Aleck e Jim Keily

### Trama
All'insaputa di Cheryl, e mentre è ancora in Florida, Jim coglie l'opportunità di trasformare il garage in una sala fumatori e dona in beneficenza tutti i vecchi mobili e vestiti dei bambini. Proprio quando ha finito di scaricare l'ultima scatola, Cheryl chiama Jim per annunciare che è incinta di due gemelli. Jim deve recuperare le cose che ha regalato e abituarsi all'idea di essere padre di cinque figli.
- Guest star: Bruce Jarchow (Phil), Tony Braunagel (Tony)

## La festa perfetta
- Titolo originale: All Dolled Up
- Diretto da: Larry Joe Campbell
- Scritto da: Judd Pillot e John Peaslee

### Trama
Jim è costretto a ospitare la festa di compleanno a tema bambola di Gracie, mentre una Cheryl incinta è a letto. Ma quando Gracie dice a Jim che ha acconsentito a una festa di bambole solo per compiacere Cheryl, Jim trasforma una festa tranquilla per bambine in uno scontro a fuoco selvaggio.
- Guest star: Beth Grant (signora Whitney), Jamison Belushi (Jami), Courtney Taylor Burness (Tabitha)

## Amnesia da gravidanza
- Titolo originale: Pregnancy Brain
- Diretto da: Jim Belushi
- Scritto da: Hayes Jackson

### Trama
Cheryl insiste che Jim le dia un regalo per affrontare la gravidanza con due gemelli. Ma quando dimentica rapidamente la sua richiesta, Jim conta sulla sua dimenticanza ("amnesia da gravidanza") per convincerla che è stata una sua idea trasformare il seminterrato in una sala fumatori invece che in una stanza per Gracie e Ruby, come aveva inizialmente promesso.

## Jim lo spilorcio
- Titolo originale: The Gift Certificate
- Diretto da: Larry Joe Campbell
- Scritto da: Sung Suh

### Trama
Jim si rende conto che Andy ha dimenticato di usare un buono regalo che gli aveva comprato per il suo compleanno. Non volendo sprecare i suoi soldi, si dirige in un ristorante e si concede un pasto abbondante, e tutto sembra a posto finché Andy non ricorda il buono regalo poche ore prima che scada e invita Jim a partecipare a una festa.
- Guest star: Bob Levitan (cameriere), Jim Ward (annunciatore radio)

## Risolviamola in tribunale
- Titolo originale: I Drink Your Milkshake
- Diretto da: Dennis Capps
- Scritto da: John D. Beck e Ron Hart

### Trama
Jim cerca di impedire ai ragazzi di litigare istituendo un tribunale in famiglia: se due dei ragazzi litigano, tutti e tre devono lavorare insieme per decidere chi ha ragione. Sebbene il sistema funzioni bene per risolvere i problemi dei bambini, si ritorce contro Jim quando lui e Andy discutono sui frappé che Andy ha vinto a una partita dei Blackhawks, ed entrambi sono sottoposti a un tribunale di bambini, con Jim e Andy che cercano di ingraziarsi il favore dei piccoli.
- Guest star: Cole Sprouse (se stesso), Dylan Sprouse (se stesso), Michael Berger (annunciatore sportivo), Justine Bivans (giovane amico)

## L'accompagnatore
- Titolo originale: The Chaperone
- Diretto da: Jim Belushi
- Scritto da: Warren Bell e Christopher J. Nowak

### Trama
Dopo anni di appuntamenti, Andy ha finalmente incontrato la donna perfetta. Purtroppo ha tanta paura, non è proprio se stesso. Jim si offre di portare le figlie della donna a un concerto con Ruby e Gracie, ma Andy non può fare a meno di preoccuparsi degli imbrogli di Jim. Lascia una cena con Emily per andare a controllare Jim al concerto e si rende conto che le sue preoccupazioni erano giustificate quando le ragazze non si trovano da nessuna parte.
- Guest star: Mo Collins (Emily), Charlie Hartsock (Emcee), Veronica Dunne (Lauren), Savannah Stehlin (Rebecca), Kalina Campion (membro n°1 del gruppo delle ragazze), Kiana Campion (membro n°2 del gruppo delle ragazze), Madi (membro n°3 del gruppo delle ragazze)

## La maledizione delle sei settimane
- Titolo originale: The Six-Week Curse
- Diretto da: Philip Charles MacKenzie
- Scritto da: Sylvia Green

### Trama
Andy è convinto che Emily lo lascerà poiché tutte le sue ex fidanzate lo hanno lasciato dopo essere uscite con lui per sei settimane. Per arrivare alla causa delle precedenti rotture di Andy, Dana lo ipnotizza e scopre che ha sabotato ogni relazione a causa della bassa autostima. Con Andy ancora sotto ipnosi, Dana aumenta i suoi sentimenti di autostima, ma la ritrovata fiducia in se stesso gli si ritorce contro quando fa il cascamorto con ogni donna del ristorante, durante il suo appuntamento della sesta settimana con Emily.
- Guest star: Mo Collins (Emily), Candace Kita (Carmen), Betsy Rue (Gloria), Buckley Sampson (Rhonda)

## L'imbrogliona
- Titolo originale: The Cheater
- Diretto da: Jim Belushi
- Scritto da: Judd Pillot e John Peaslee

### Trama
Una Cheryl molto incinta, ancora a riposo a letto, vuole passare una serata di gioco, giocando a un gioco a cui non perde mai, ma Dana pensa che lei imbrogli.

## Cheryl resta a letto
- Titolo originale: No Bedrest for the Wicked
- Diretto da: Philip Charles MacKenzie
- Scritto da: David Feeney

### Trama
Jim sta creando una lunga lista di faccende da far fare a Cheryl quando non sarà più a letto, ma Dana gli dice che il dottore ha ordinato a Cheryl di restare a letto finché non entra in travaglio. Quando Jim incontra il ginecologo di Cheryl al supermercato e scopre che in realtà le è stato detto che ora dovrebbe essere più attiva, affronta Cheryl, che ammette che uscire dal riposo a letto potrebbe indurre il travaglio e lei vuole prolungare ancora un po' la sua gravidanza per godersi Jim e i bambini prima della nascita dei gemelli.

## Il patto con il Diavolo
- Titolo originale: The Devil Went Down to Oak Park
- Diretto da: Steve Zuckerman
- Scritto da: Warren Bell e Christopher J. Nowak

### Trama
Cheryl dà alla luce due gemelli identici, Jonathan e Gordon. In seguito il diavolo si presenta a casa di Jim chiedendogli di onorare il patto che fecero anni fa, quando Jim stava corteggiando Cheryl. Il patto prevedeva che se il diavolo avesse fatto innamorare Cheryl di Jim allora Jim gli avrebbe dato il suo quinto figlio.
- Guest star: James Lipton (il diavolo), Hope Levy (voce dei bambini che piangono)